# 동피랑마을
동피랑마을은 경상남도 통영시 동호동에 있는 마을이며 중앙시장 뒤편 언덕에 위치해 있다.
통영시의 대표적인 어시장인 중앙시장 뒤쪽에 위치한 이 마을의 이름은 '동피랑'으로, '동쪽 벼랑'(비탈의 지역 사투리 '비랑')이라는 뜻을 가지고 있다. 동피랑 마을 위에서 강구항을 볼 수 있으며 구불구불한 오르막 골목길에 있는 담벼락마다 벽화가 그려져있다. 통영시 정량동, 태평동 일대의 산비탈 마을로 재개발 계획이 수차례 변경 수정되어 왔다.
벽화로 입소문이 나기 시작하여 사람들이 몰려들기 시작했고 마을 보존 여론이 형성되어 동포루 복원에 필요한 마을 꼭대기 집 3채만 헐고 철거방침을 철회하였다. 이후 철거 대상이었던 마을은 벽화로 인해 관광객들의 발길이 끊이지 않는 통영의 새로운 명소로 변모하게 되었다. 서민들의 오랜 삶터로 저소득층 주민들이 살고 있으며 언덕마을에서 바라보는 해안도시 특유의 아름다운 정경을 가지고 있다.
2014년 7월 유네스코 한국위원회로부터 지속가능발전의 모범적사례로 인정받아 '유네스코 지속가능발전교육 공식프로젝트' 인증을 획득 하였으며, 이를 기념하기 위해 통영시와 지속가능발전협의회가 동피랑 벽화마을조성 초기 당시 진행되었던 '동피랑 사생대회'를 개최했다.

## 벽화마을 사진

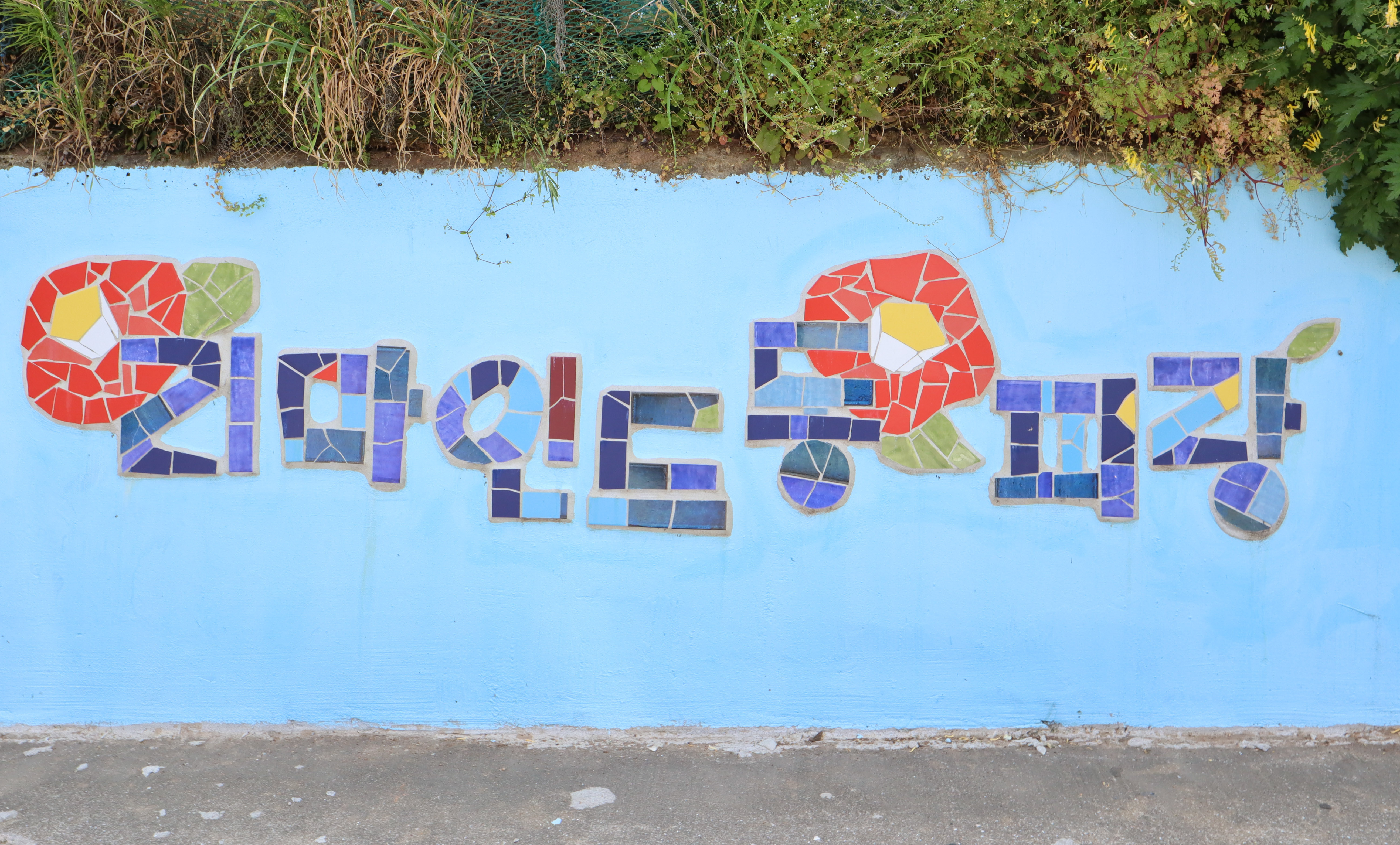
리마인드 동피랑
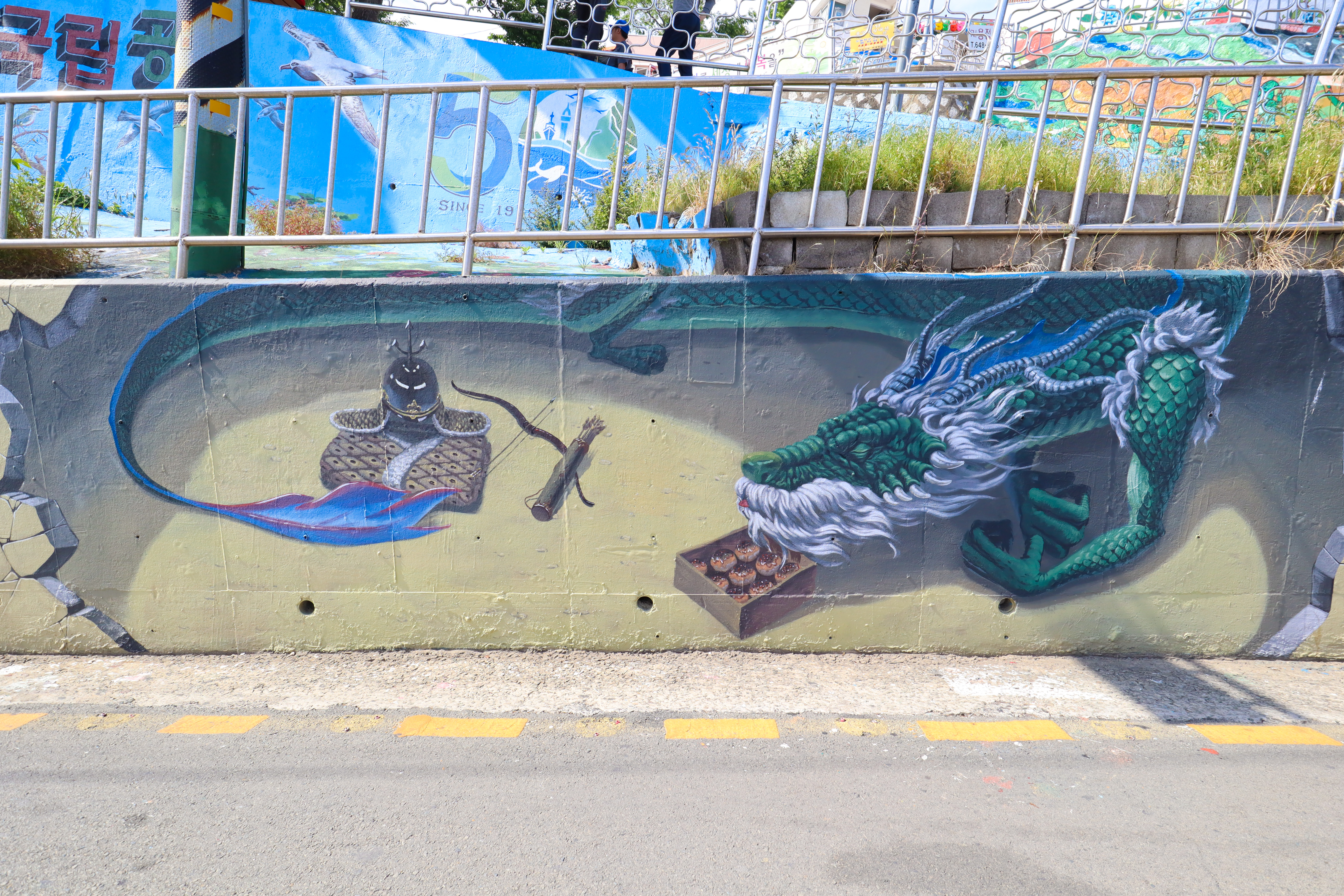
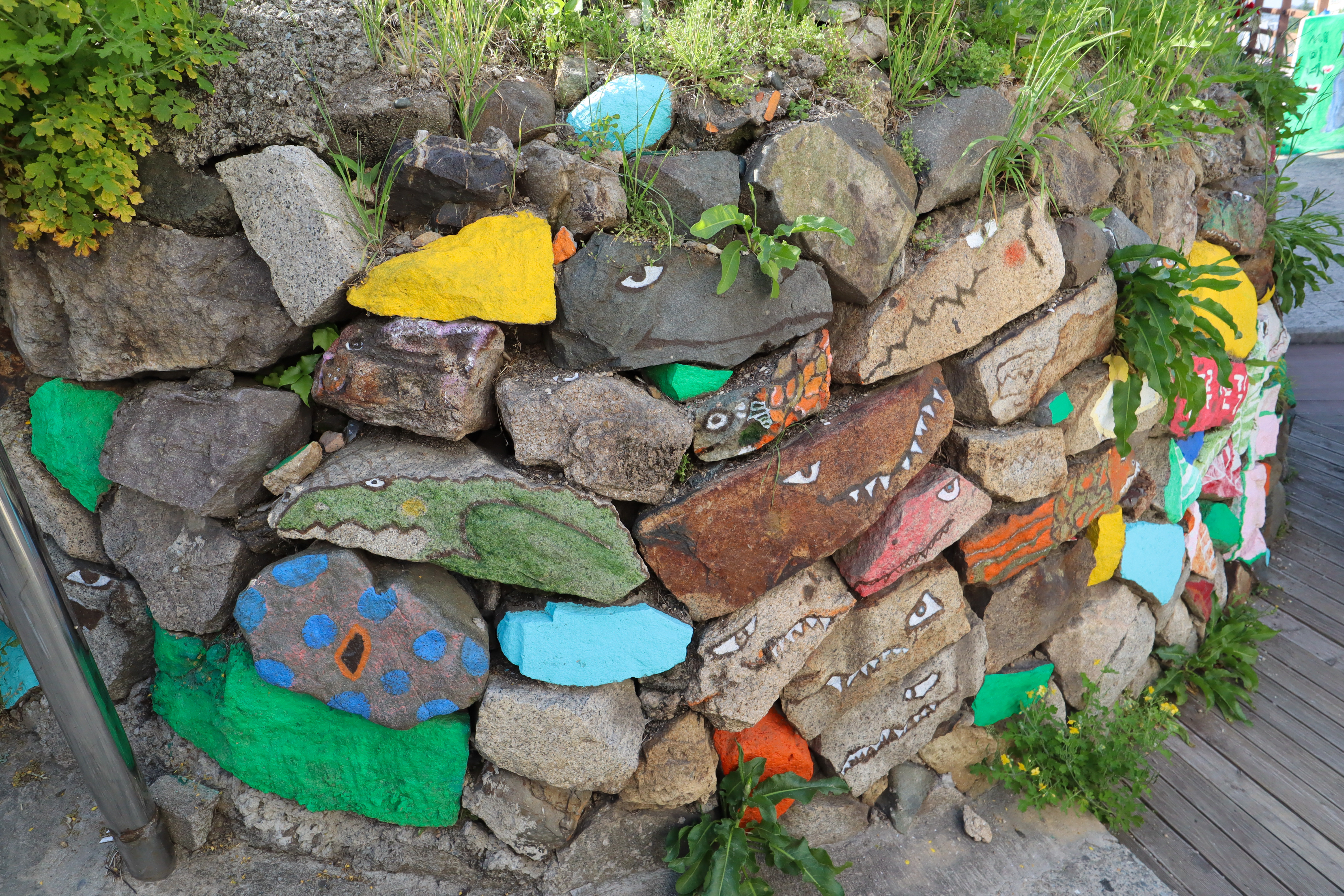
돌담
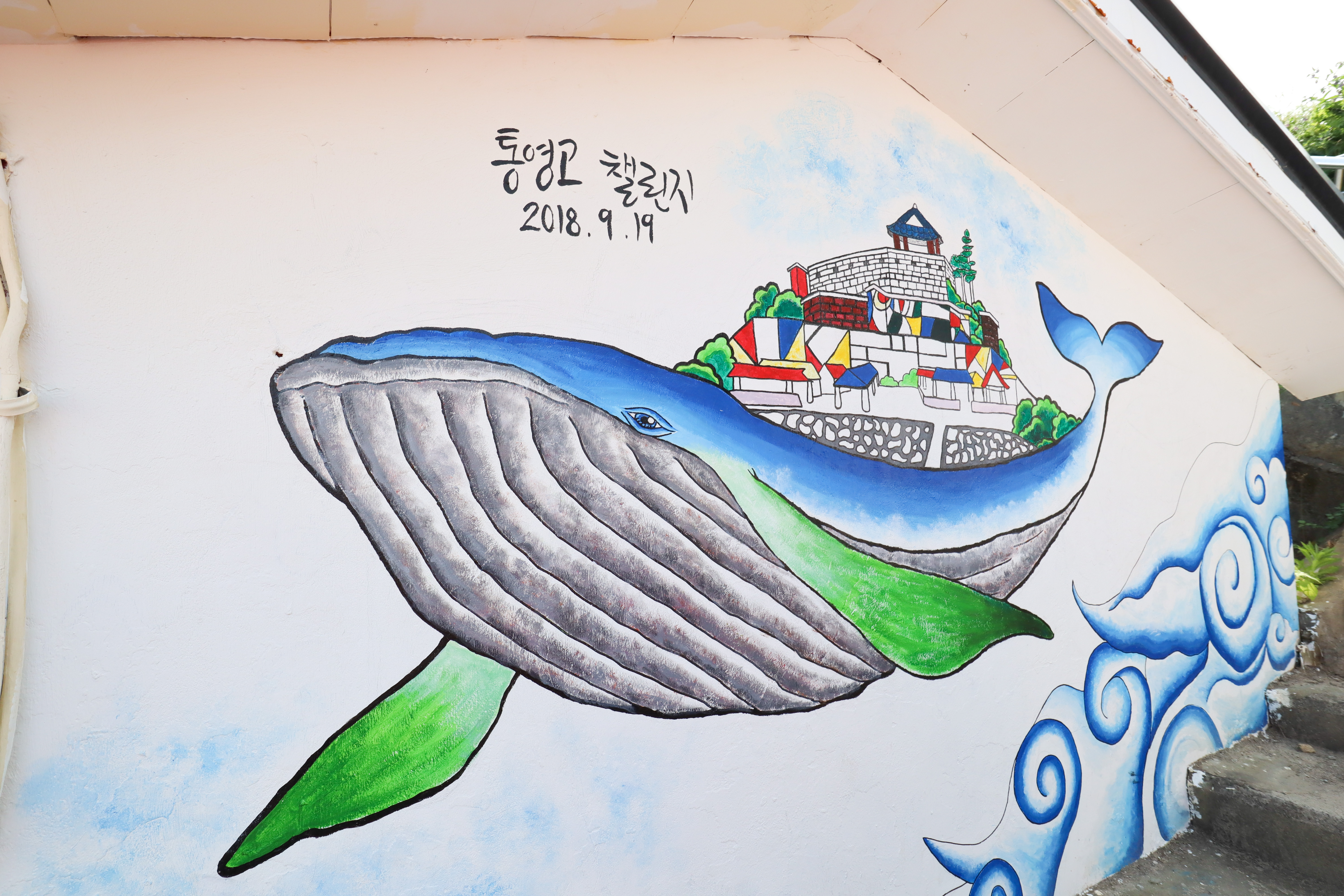
고래와 동피랑마을
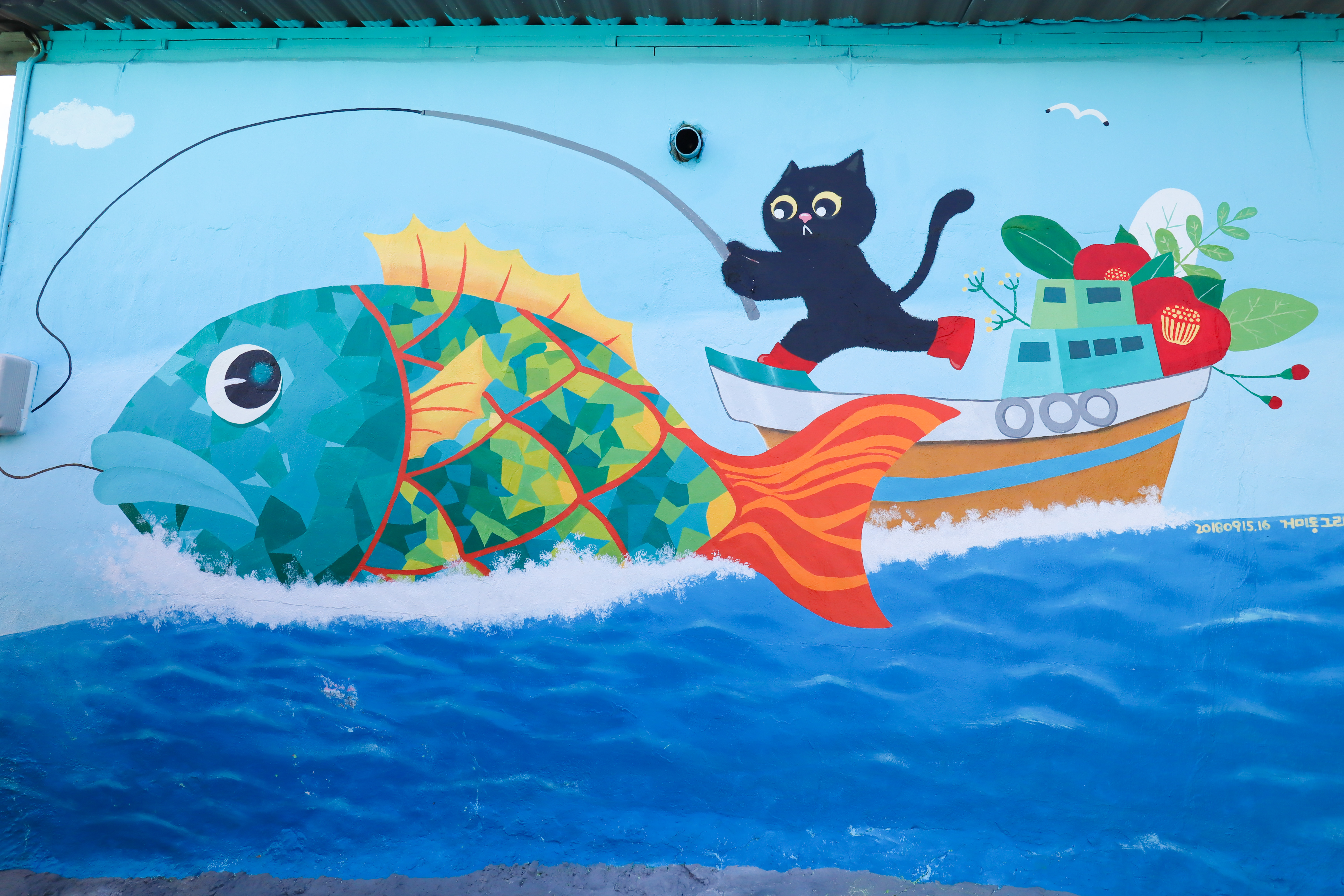
낚시하는 고양이
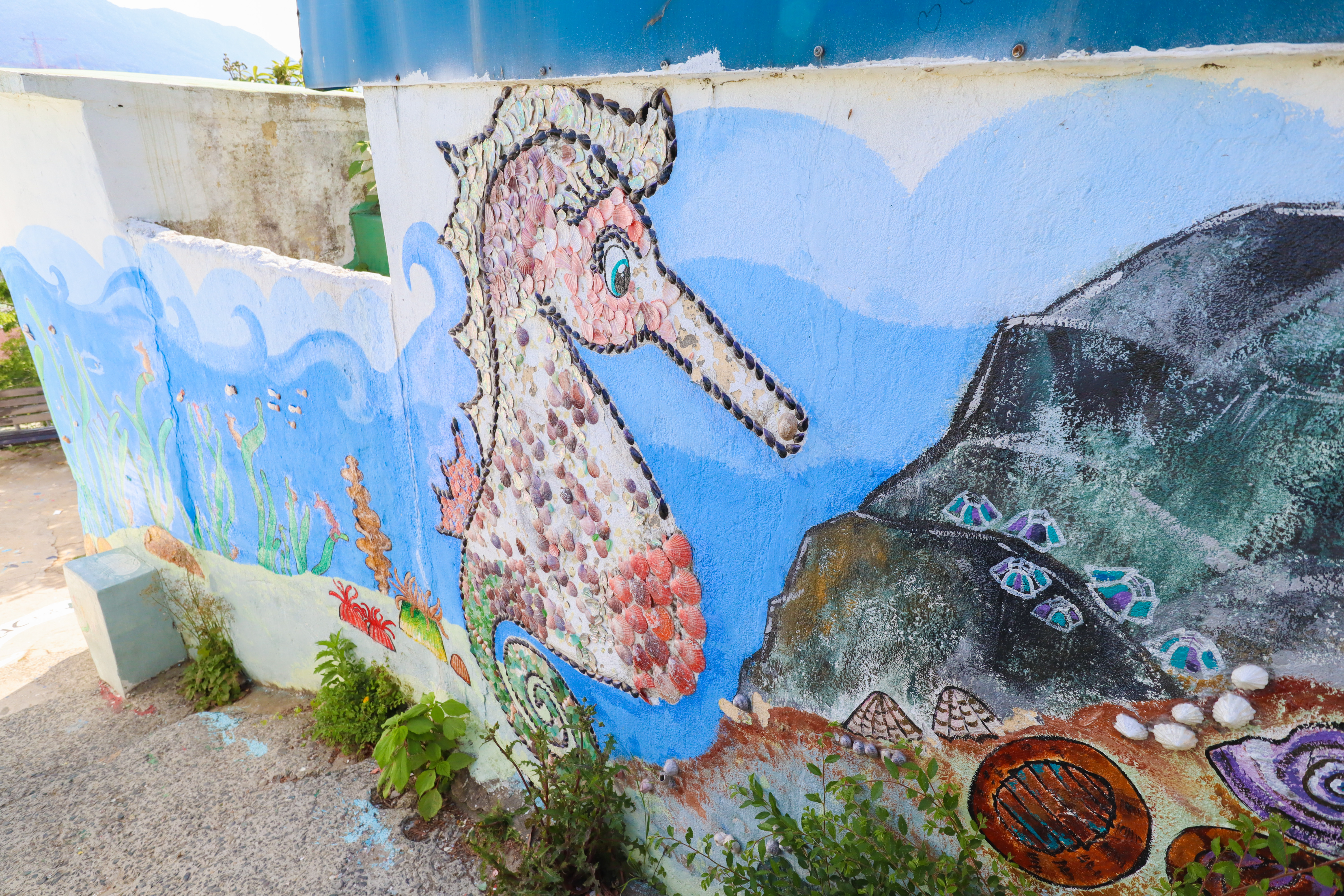
알록달록 해마
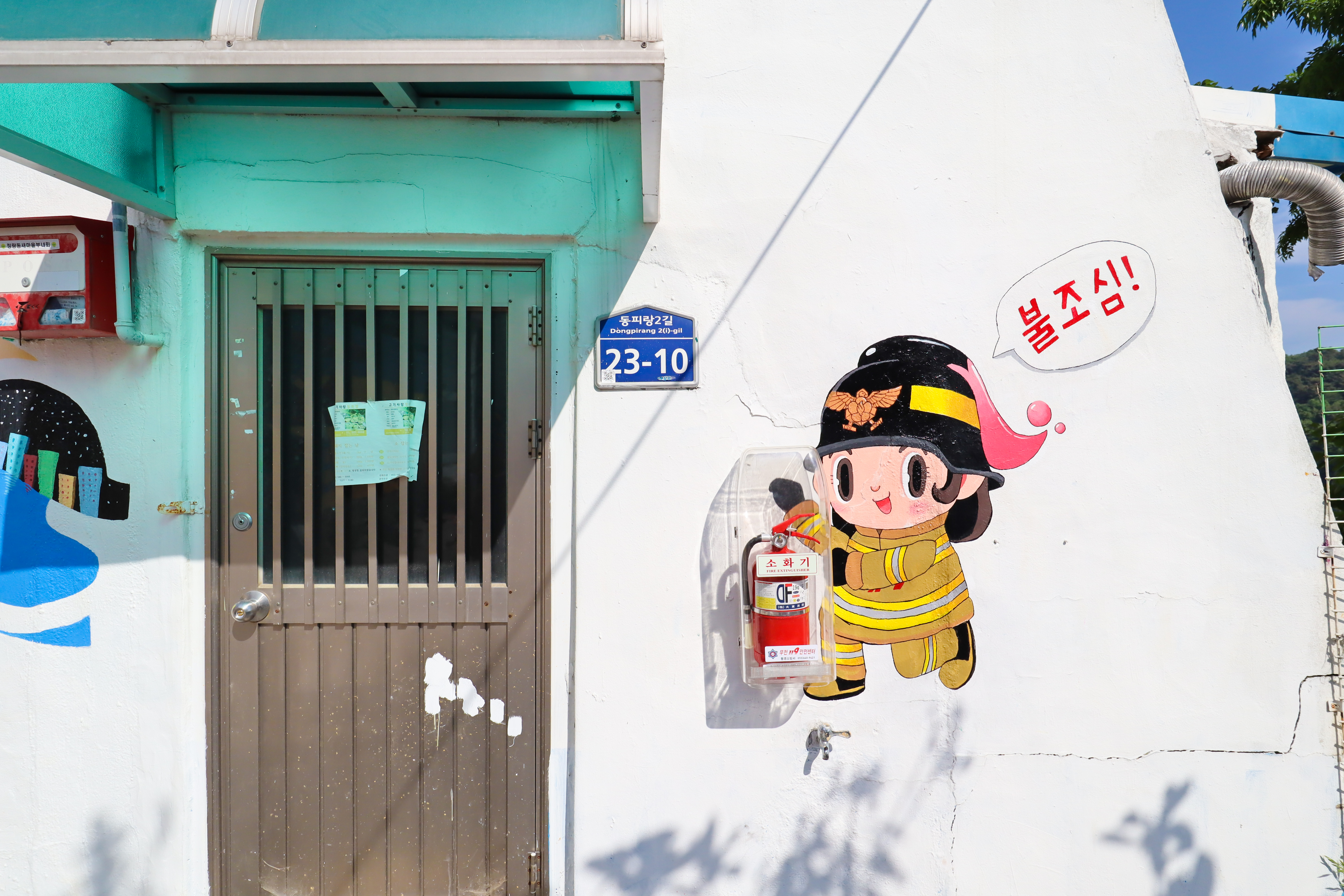
동피랑 소화기
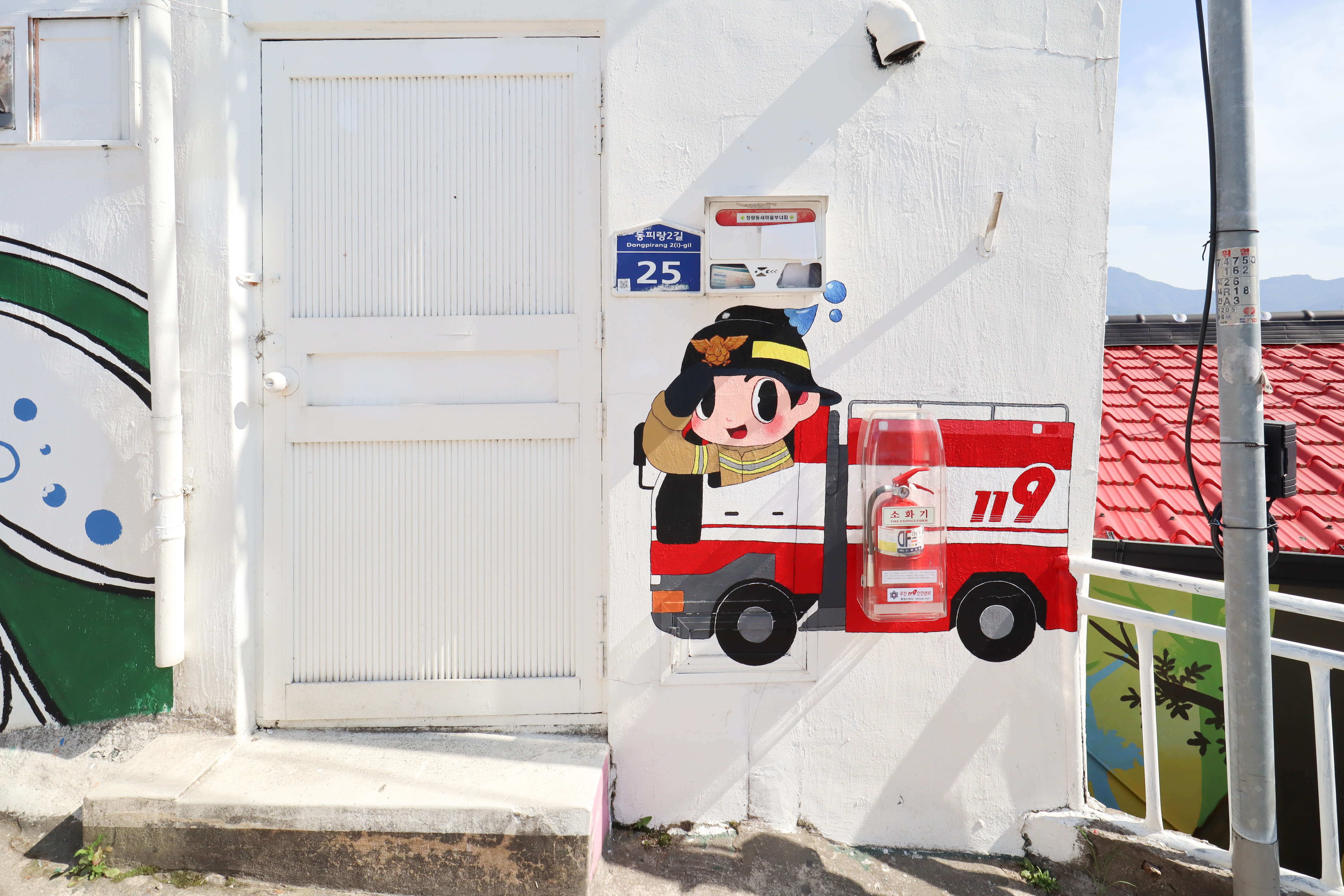
동피랑 소방차
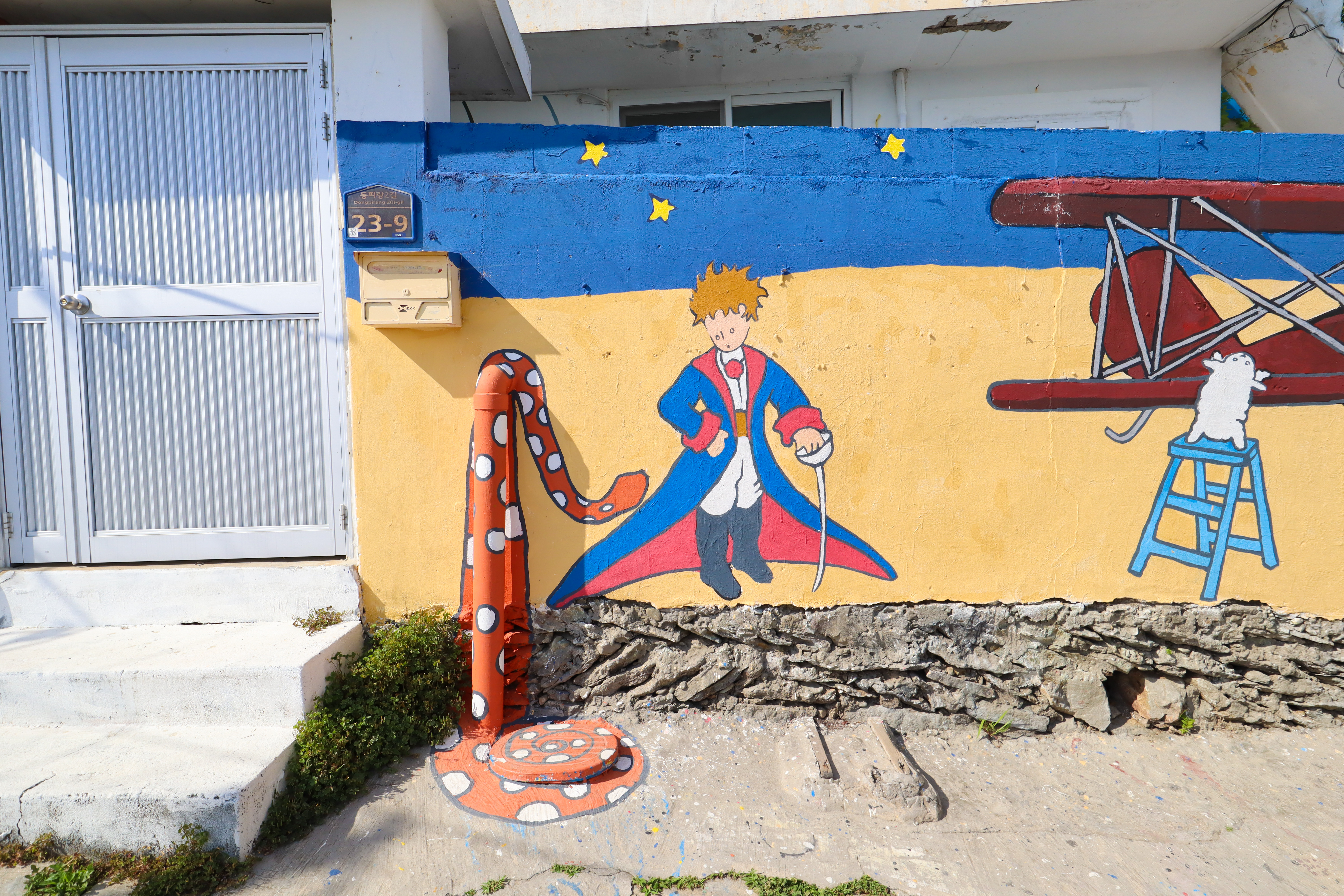
어린왕자
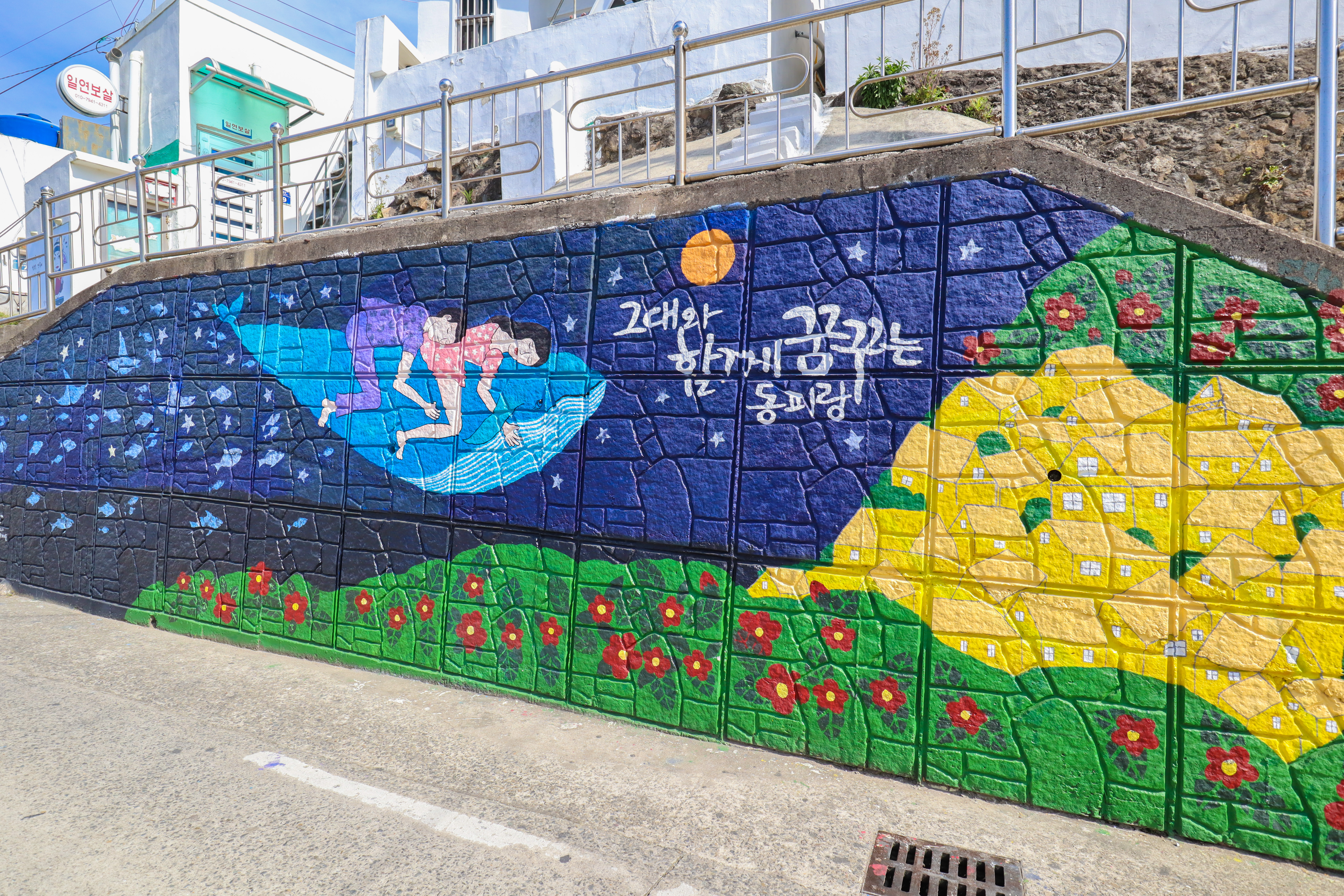
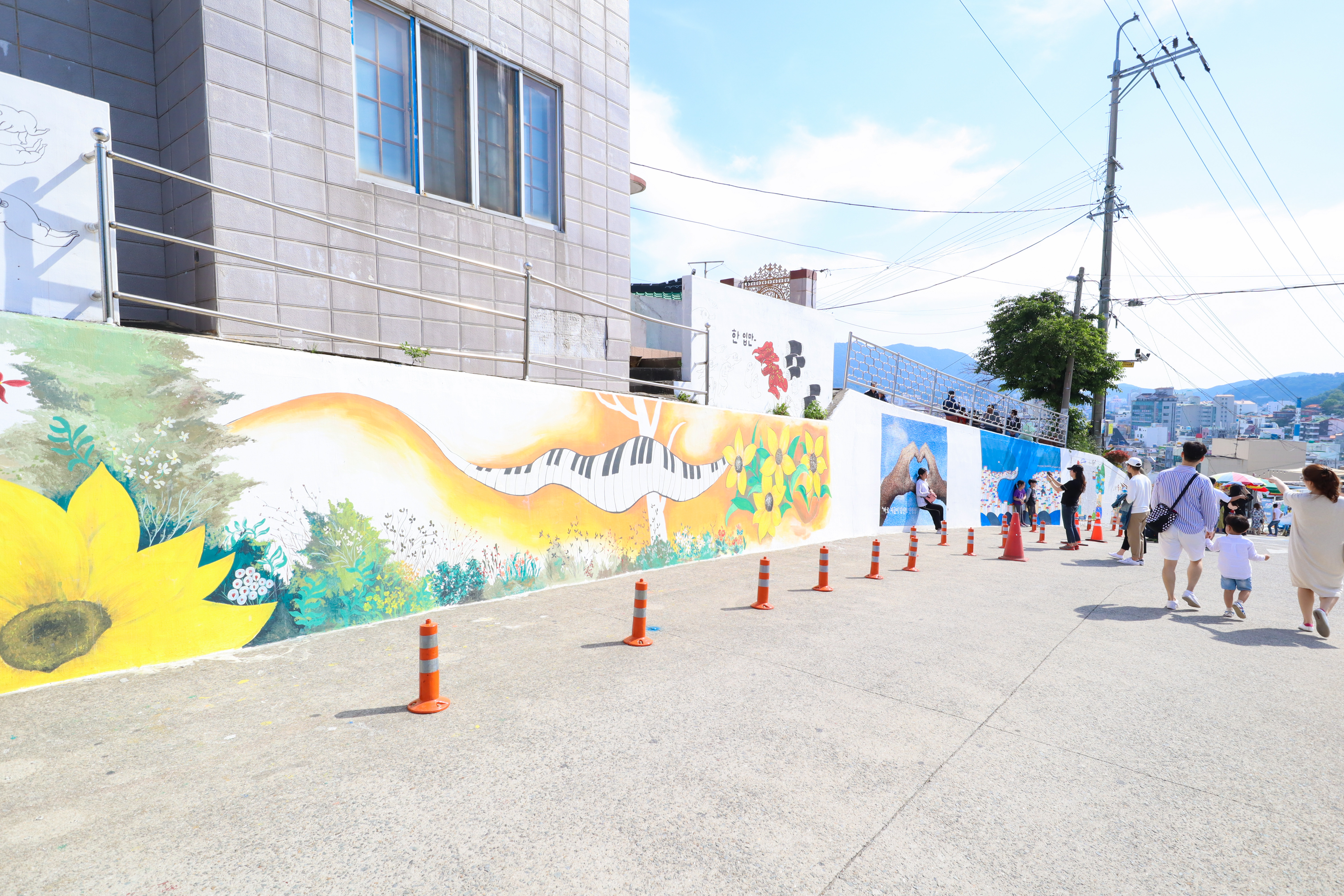
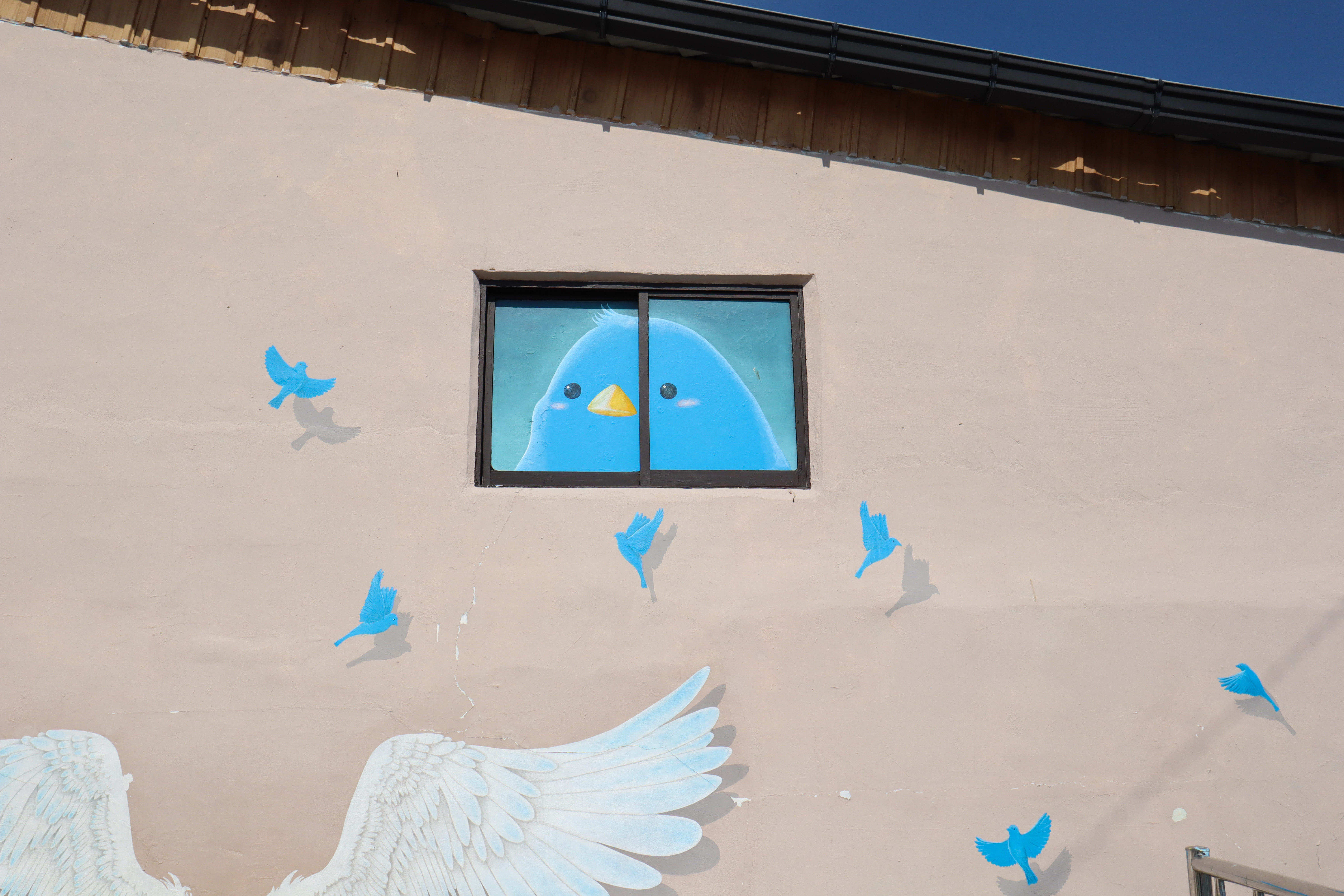
파랑새
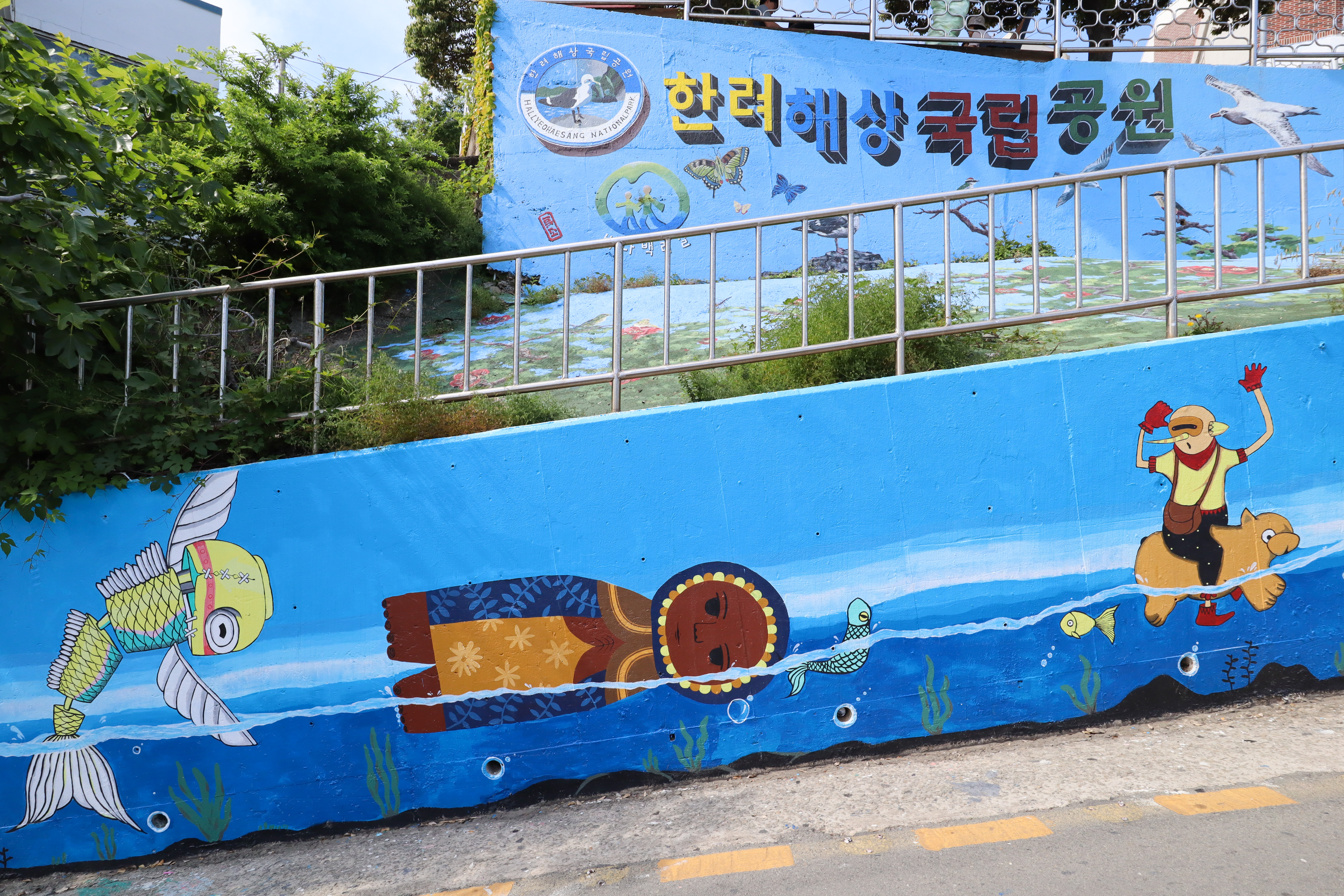

## 동포루
동피랑마을은 조선시대 이순신(李舜臣) 장군이 설치한 통제영(統制營)의 동포루(東砲樓)가 있던 자리다. 마을을 철거하고 동포루를 복원하고 주변에 공원을 조성할 계획이었으나 2007년 10월 '푸른통영21'이라는 시민단체가 '동피랑 색칠하기-전국벽화공모전'을 열었고, 전국 미술대학 재학생과 개인 등 18개 팀이 낡은 담벼락에 벽화를 그리게 되어 마을을 보존하게 된다.

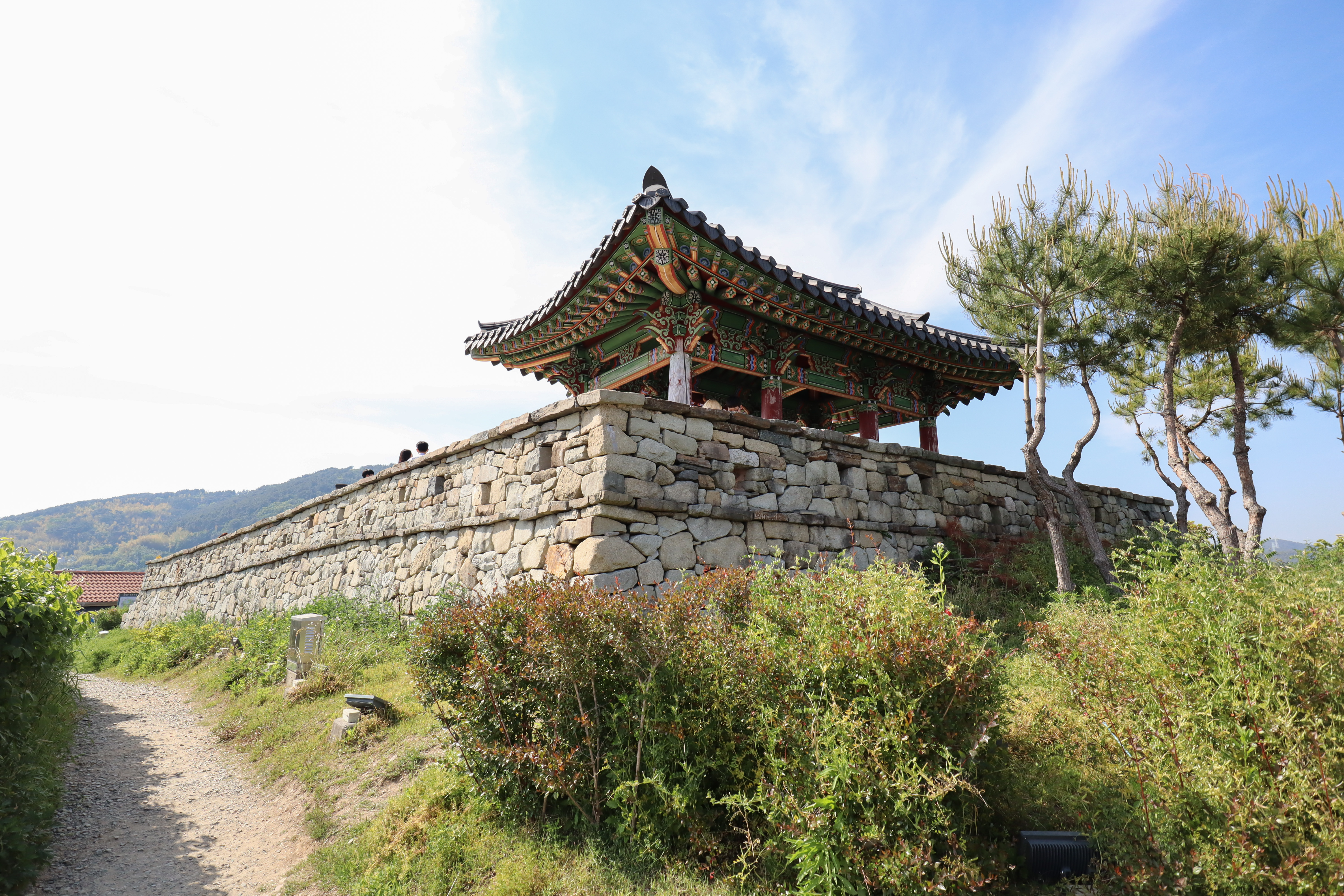

## 동피랑 벽화축제
ㆍ2007년부터 재개발계획이 발표된 동피랑마을을 바탕으로 한 도시재생사업의 일환으로 80여 가구 120명이 거주하고 있는 산비탈 마을을 벽화마을로 조성, 통영을 넘어 한국을 대표하는 관광지로 변화시킨 사업으로 2년마다 열리는 벽화 축제를 통해 계속적으로 마을과 벽화를 새롭게 재단장하고 마을잔치와 전통행사 등의 다양한 볼거리를 제공하며, 주변관광지(중앙시장, 세병관, 이순신공원등)들과의 연계를 꾀할 수 있는 지리적 장점을 활용하여 현재까지 통영 관광 중심의 명소로 자리 잡음.